# Abdelhamid Abaaoud
Abdelhamid Abaaoud (8. dubna 1987 Anderlecht – 18. listopadu 2015 Saint-Denis) byl marocko-belgický džihádistický terorista.

## Život
Abaaoud vyrostl v bruselské čtvrti Molenbeek. V dospělosti se radikalizoval a odešel do Sýrie, kde působil ve městě Rakka jako člen tajné policie (hisba) organizace Islámský stát. Byl obviněn z řízení série teroristických útoků v Paříži 13. listopadu 2015, které mají na svědomí sto třicet obětí. Atentátů se přímo účastnil a podařilo se mu pak uniknout na sever od Paříže do Saint-Denis, kde se skrýval. Zde zemřel pět dní po atentátech při policejní operaci, když jeho společník Chakib Akrouh odpálil výbušniny upevněné na svém těle.